# 韓華海洋
大宇造船海洋株式會社（英語：Daewoo Shipbuilding & Marine Engineering Co., Ltd；縮寫為DSME）是一間韓國的造船公司，與現代重工、三星重工並稱「韓國三大造船商」。總部位於巨濟市。

## 歷史
2011年2月21日，丹麥海運公司快桅集團向大宇造船訂造10艘超大型貨櫃船，每艘能裝載18,000個TEU，造價為19億美元，並預計在2014年交付。2011年6月，快桅集團追加10艘18,000TEU貨櫃船。
2023年5月23日，韓國大宇造船被收購後將更名「韓華海洋（Hanwha Ocean）」。